# Phước Lộc, Nhà Bè
Phước Lộc là một xã thuộc huyện Nhà Bè, Thành phố Hồ Chí Minh, Việt Nam.
Xã Phước Lộc có diện tích 6,05 km², dân số năm 2021 là 15.641 người,  mật độ dân số đạt 2.585 người/km².